# Свети Спасител (Овиедо)
Катедралата Овиедо (на испански: Santa Basílica Catedral de San Salvador de Oviedo) е тринефна катедрала, построена е предимно в готически стил. Намира се  в астурийския град Овиедо. Периодът  на строителство е между 1388 и 1539 години. Стилът на катедралата е разнороден, има елементи от други архитектурни епохи като ренесанса. Фасадата е изпълнена от архитектите Хуан де Бадахос и Педро де Буерес. Във всеки от нефовете е разположена капела. Параклисът на крал Алфонс II Астурийски е барокова крипта с гробници на кралете на Астурия. Освен това, в клоатъра има музей, в който са експонирани археологически артефакти.
До катедралата се отнася Света палата (на испански: Cámara Santa).